# Сабино Арана Гойри
Сабино Арана Гойри (на баски: Arana ta Goiri’taŕ Sabin) е испански и баски писател и политик. Считан е за основател на радикалния баски национализъм. В своите убеждения стига до твърдението за наличие на отделна баска раса.

## Биография и творчество
Сабино Арана Гойри е роден на 26 януари 1865 г. в Абандо.
Посещава йезуитския колеж в Ордуна. Известно време живее в Барселона, но след смъртта на майка си се връща в Биская. На 31 юли 1895 г. основава в Билбао Баска народна партия.
През 1899 г. започва да издава и вестник El Correo Vasco. В дейността си като журналист публикува около 600 статии и 14 обширни политически и литературни творби.
Умира на 25 ноември 1903 г.